# Grabrelief für Eutaxia und Artemisios

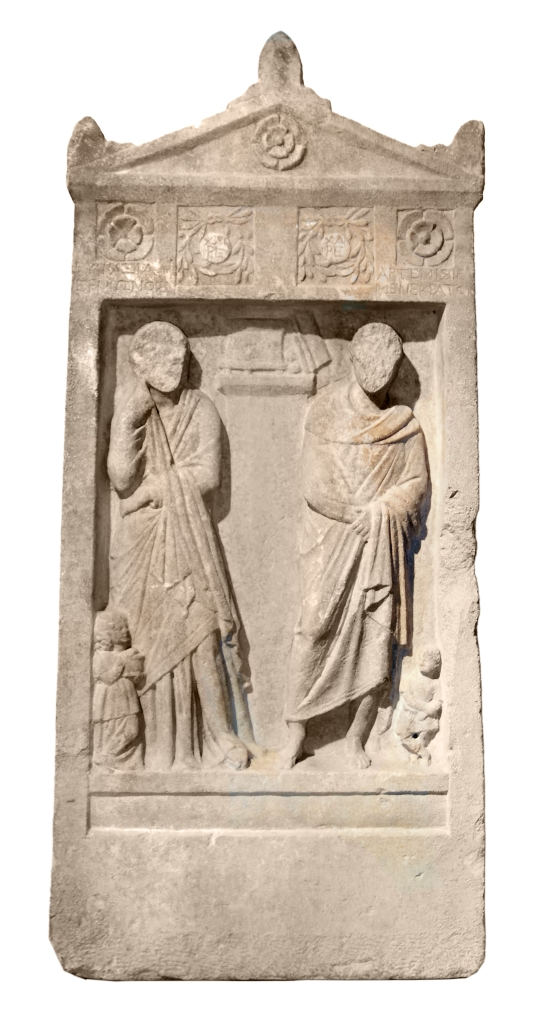
Grabrelief für Eutaxia und Artemisios im Museum August Kestner.

Das Grabrelief für Eutaxia und Artemisios ist ein hellenistisches Grabrelief in der Antikensammlung des Museums August Kestner in Hannover.
Das Relief ist eines von zwei griechischen marmornen Grabreliefs des Museums August Kestner (Inventarnummer I 45). Es wird in die zweite Hälfte des zweiten Jahrhunderts v. Chr. datiert und ist somit etwa 200 Jahre jünger als das andere Stück, das in Attika gefertigt wurde. Das Grabrelief kommt aus der Gegend um Smyrna, dem heutigen Izmir, und wurde durch Vermittlung Carl Humanns erworben. Es entstand in  hellenistischer Zeit in Ionien, wo, anders als in Attika, derartiger Grabluxus nicht verboten war.
Die beiden Grabinhaber sind auf dem Relief abgebildet und durch eine Inschrift mit ihren Namen benannt. Links steht Eutaxia, die Tochter des Hermon, rechts ihr Mann Artemisios, Sohn des Menekrates. Die Ausarbeitung des Reliefs orientiert sich an gängigen Darstellungsformen. Eutaxia ist in ihr Gewand gehüllt und lehnt gegen die linke Wand. Einen Arm hält sie vor den Bauch, auf die andere Hand hat sie ihren Kopf gestützt. Das linke Bein schaut fast ab Kniehöhe unter dem Mantel hervor. Am linken Rand steht zwischen Wandung und Eutaxia eine kleine Dienerinnenfigur mit einer Pyxis in der Hand. Die Gesichter beider Figuren sind abgeschlagen. Artemisios legt sein Körpergewicht auf sein linkes Standbein, das rechte Spielbein ist nach links ausgestellt. Die Hände hat er vor dem Bauch verschränkt. Auch er ist in einen dicken Umhang gekleidet und auch zu seinen Füßen steht rechts eine noch kleinere Dienerfigur.
Über dem eigentlichen Bildfeld findet sich ein der griechischen Sakralarchitektur nachempfundener architektonischer Überbau. Das Giebeldreieck ist von einem Gesims umgeben. Im Zentrum des Dreiecks findet sich eine Rosette. Darunter findet sich eine Frieszone mit zwei weiteren Rosetten außen und zwei Lorbeerkränzen innen. In den Kränzen finden sich auf Scheiben die schlichten Grüße ΧΑΙΡΕ, Sei gegrüßt!. Die Namensinschriften sind unter den seitlichen Rosetten eingemeißelt. Den obersten Abschluss bilden Akrotere an den Seiten und auf der Giebelspitze.